# Wagneriana alma
Wagneriana alma là một loài nhện trong họ Araneidae.
Loài này thuộc chi Wagneriana. Wagneriana alma được Herbert Walter Levi miêu tả năm 1991.